# Delphish
 (août 2016).
Delphish est un logiciel qui protège les données de l'utilisateur. C'est une extension anti-hameçonnage libre pour Microsoft Outlook et Outlook Express, intégrée comme une barre d'outils.
Delphish permet à l'utilisateur de vérifier les e-mails suspects en montrant leur auteur et pays d'origine. Il détecte tous les liens cachés, informe l'utilisateur de l'origine et l'opérateur des sites Web liés, et analyse l'ensemble du e-mail.
Delphish a été créé et développé par l'équipe qui a fait SaferSurf, un autre logiciel de sécurité informatique qui est plus connu, chez Nutzwerk, une société des technologies de l'internet avec le siège social à Leipzig.

## Fonctionnement
Delphish offre diverses fonctionnalités:
- Vérification des e-mails : Dans la première étape, les e-mails suspects sont comparés avec les e-mails d'hameçonnage connus. S'il n'y a pas de correspondance, la prochaine étape est une évaluation des risques de tous les liens trouvés dans l'e-mail.
- Affichage d'état : La barre d'outils de Delphish indique si l'e-mail sélectionné a déjà été contrôlé et comment il a été classé par Delphish.
- Poubelle : Un e-mail reconnu comme hameçonnage est mis dans un dossier distinct afin d'empêcher l'utilisateur de suivre les liens à l'intérieur par hasard.
- Réglages : C'est ici que l'utilisateur peut changer la langue, entrer un proxy ou de contrôler l'affichage d'état.
- Statistiques : Données utiles sur les e-mails. Par exemple, l'utilisateur peut voir les top dix domaines qui lui ont envoyé des e-mails d'hameçonnage.
- Géolocalisation : Des géodonnées sont détectées pour chaque lien dans l'e-mail et affichées de telle sorte que l'utilisateur peut voir le pays du serveur derrière le lien.
- Whois : Les informations sur les propriétaires, les administrateurs et la date d'enregistrement du domaine sont présentées à l'utilisateur pour chaque liaison testée.

## Réception

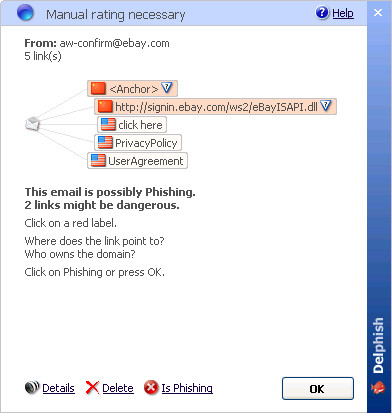
L'écran affiché lorsque Delphish soupçonne l'hameçonnage.

Quand Delphish a été publié en 2007, les critiques ont été positives.
Ghacks a dit: "Vous pouvez utiliser Delphish comme une première couche de défense contre l'hameçonnage, mais vous devez vous assurer d'être en mesure d'analyser les mails par vous-même aussi."
Computerwoche a écrit: "Alors que Delphish n'est pas un forfait tout compris pour la protection anti-hameçonnage, il se révèle être utile et instructif."
IT SecCity a commenté: "Maintenant, l'utilisateur lui-même peut estimer le danger de chaque lien, car il obtient des informations détaillées sur chaque lien, comme sa cible réelle, son type, sa popularité, son âge, les propriétaires du domaine, etc." 
Online PC a dit: "[Delphish] offre les avantages de la reconnaissance automatique et montre l'utilisateur comment utiliser les e-mails d'une façon sûre et responsable."